# Mørke Sogn
Mørke Sogn er et sogn i Syddjurs Provsti (Århus Stift).
Mørke Sogn hørte til Øster Lisbjerg Herred i Randers Amt. Mørke Sogn tilhørte Mørke-Hvilsager Kommune fra 1842 til 1851 og Mørke Kommune fra 1852 til 1970.
Ved kommunalreformen i 1970 blev hovedparten af Mørke Sogn indlemmet i Rosenholm Kommune. Ugelbølle og Balskov Gårde i sognet blev indlemmet i Rønde Kommune. Den 1. oktober 1980 blev de to områder i Rønde Kommune overflyttet fra Mørke Sogn til Bregnet Sogn, hvorefter Mørke Sogn udelukkende var i Rosenholm Kommune. Rosenholm Kommune kom ved strukturreformen i 2007 til Syddjurs Kommune.
I Mørke Sogn ligger Mørke Kirke og Mørke Skole.
I sognet findes følgende autoriserede stednavne:
- Bale (bebyggelse, ejerlav)
- Dagstrup (bebyggelse, ejerlav)
- Falkærgårde (bebyggelse)
- Heden (bebyggelse)
- Lang Mørke (bebyggelse)
- Lundbæk (bebyggelse)
- Løkken (bebyggelse)
- Mørke (bebyggelse, ejerlav)
- Mørke Kær (areal)
- Ommestrup (bebyggelse, ejerlav)
- Ommestrupgårde (bebyggelse)
- Pindelhøj (areal)
- Tidselhøj (areal)
- Trehøje (areal)